# Brachymyrmex coactus
Brachymyrmex coactus é uma espécie de inseto do gênero Brachymyrmex, pertencente à família Formicidae.